# Rapport in neurolinguïstisch programmeren en hypnotherapie
Rapport [uitspraak: rà-poor] is een staat van verbale en non-verbale betrokkenheid van mensen bij elkaar.

## Beschrijving
Wanneer mensen met elkaar in contact treden passen de verbale en non-verbale communicatie zich in de regel aan elkaar aan. Hoe positiever het contact door de afzonderlijke individuen wordt gewaardeerd, des te sterker wordt de aanpassing (betrokkenheid) ten opzichte van elkaar.
- Op verbaal niveau kan dit zich uiten in het gebruik van vergelijkbare woorden, zinswendingen, spreeksnelheid, volume, enz.
- Op non-verbaal niveau toont zich dit in de aanpassing en synchronisatie van mimiek en gebaren, zoals in de been- en armhouding, het geheel van opeenvolgende bewegingen, ademritme, enz. De gedragsonderzoeker Desmond Morris omschrijft dit met zijn begrip houdingsecho.[bron?]

Voor verder gebruik is van belang dat mensen bij aanwezig rapport ernaar tenderen elkaar positief te waarderen, eerder te vertrouwen en ertoe neigen het gezegde minder kritisch te nemen.
De mens beschikt vanaf de geboorte over het vermogen rapport te produceren. Mogelijk spelen de zeer in de belangstelling staande spiegelneuronen in de hersenen daarbij een rol.

## Toepassing
Het vertonen van rapport is vooral bij kortdurende professionele relaties van belang, in het bijzonder wanneer er een hoge mate van vertrouwen nodig is.
In de hypnose is een sterk rapport voor het bereiken van de hypnosetoestand onontbeerlijk, ook om suggestie effectvol in te kunnen zetten. Met het bereikte rapport wordt de aandacht gevestigd en het opnemingsvermogen vergroot. Het proces kan daarbij bewust door pacing en leading vorm worden gegeven.
- In pacing (meegaan) gebruikt de hypnotiseur actuele omstandigheden en gedragingen zoals vermoedelijke emotionele waarnemingen van de toehoorders, die hij door bepaalde taalpatronen verbaal beschrijft.[bron?] Deze taalpatronen laten inhoudelijk interpretatiemogelijkheden toe, die het de toehoorder mogelijk maken zijn eigen ervaringswereld in de woorden terug te vinden. Doel is, dat de toehoorder (innerlijk) met het gesprokene instemt. Met de instemming ontwikkelt de toehoorder vertrouwen in de spreker. Non-verbaal kan een aanvullende lichaamstaal ondersteunend zijn. De hypnotiseur gaat mee en signaleert bij de toehoorder dat hij hem en zijn behoeften erkent.
- Bij het leading (leiden) neemt de hypnotiseur de leidende rol en kan de toehoorder, wanneer hij met hem meegaat, bijvoorbeeld door de eigen vertraagde adem zijn adem beïnvloeden.

Pacing en leading kunnen een circulair proces vormen, totdat het rapport tot stand gebracht is.
In andere professionele relaties (bijvoorbeeld arts-patiënt, verkoop- of consultatiegesprek) wordt gebruikgemaakt van een dergelijk bewust opgebouwd rapport. Het maakt de snelle opbouw van efficiënte communicatie mogelijk. Dit inzicht benut ook de NLP. Het rapport wordt daarin als belangrijk element in de interpersoonlijke communicatie gezien en als zodanig geschoold.

## Rapportverlies
Rapport kan met weerspannige verbale of non-verbale communicatie beëindigd worden. Dat kan bijvoorbeeld gebeuren met het afwenden van het lichaam van de gesprekspartner.
In de hypnose kunnen suggesties, die niet overeenstemmen met het beleven, de behoeften en de mogelijkheden van dat moment of ongerijmd zijn met de lichamelijke gewaarwordingen, de rapport verbreken, resp. de opbouw (pacing, leading) beëindigen. Het gevolg kan vervlakking van de trance zijn of het gedeeltelijk of geheel uit de trance raken.